# Набережная реки Средней Невки
Набережная реки Сре́дней Не́вки — набережная по левому берегу реки Средней Невки на Каменном острове в Петроградском районе Санкт-Петербурга. Проходит от набережной реки Большой Невки до площади Старого Театра.

## История
Название набережная реки Средней Невки известно с 1909 года.

## Достопримечательности
- Парк «Тихий отдых»  7801077001
- № 6 — Дача А. А. Половцова, 1912—1916, архитектор И. А. Фомин[3].  7810394000
- Каменноостровский театр  7810375000